# Морисима, Акико
Акико Морисима (яп. 森島明子 Морисима Акико) — японская мангака, работающая в жанре юри. Родилась 20 марта 1973 года в Токио. Её работы выходят в журналах Yuri Shimai и Comic Yuri Hime, посвящённых юри-тематике.

## Краткая биография
Акико Морисима окончила архитектурную частную школу для девушек. В 1997 году начала работать в редакции юри-журнала Anisu, выпустив свою первую мангу Shiawase Enikki. В 1998 году окончила техническое училище, после чего стала помощницей мангаки Аоки Мицуэ. В 2000 году устроилась в компанию Takeshobo и рисовала для журнала Manga Life под руководством автора Усуги Накамуры, работающий в жанре эссе. Морисима на тот момент рисовала мангу в формате ёнкома. Начиная с 2003 года сотрудничает с компанией Ichijinsha, выпуская свои работы в журналах Yuri Shimai и Comic Yuri Hime.

## Работы
Манга :
- Shiawase Enikki (1997)
- Yuri x Yuri Kenbunroku (2005)
- Rakuen no Jouken (2007)
- Hanjuku Joshi (2008—2009)
- Ruriiro no Yume (2009)
- Renai Joshika (2009—2011)
- Renai Joshi File (2012)
- Seijun Shoujo Paradigm (2012)
- Hajimete Kanojo to (2013)
- Onnanoko Awase (2013)
- Yuri Kuma Arashi (2014)

Лайт-новеллы :
- Angels' Wings (2003)
- Relieving Stress (2009)
- Lesbian Solo! (2011—2012)
- Kiseki no Asa (2012)

Аниме :
- Yuri Kuma Arashi (2015)